# 埃瓦尔
埃瓦尔（西班牙語：Éibar）是西班牙巴斯克自治区吉普斯夸省的一个市镇。总面积25平方公里，总人口27,439人（2013年），人口密度1107人/平方公里。埃瓦尔足球俱乐部位于该地。